# 萊克朗康科馬 (紐約州)
萊克朗康科馬（英語：Lake Ronkonkoma）是位於美國紐約州薩福克縣的普查規定居民點。

## 人口
根據2020年美國人口普查的數據，萊克朗康科馬的面積為11.76平方千米，皆為陸地。當地共有人口18619人，而人口密度為每平方千米1,583.25人。